# Antonio Bichi
Antonio Bichi (Siena, 30 marzo 1614 – Osimo, 21 febbraio 1691) è stato un cardinale e vescovo cattolico italiano.

## Biografia
Antonio Bichi nacque il 30 marzo 1614 a Siena, figlio di Firmano Bichi ed Onorata Mignanelli, sorella uterina di papa Alessandro VII (regnante dal 1655-1667; Onorata era infatti figlia di Antonio Mignanelli e di Laura Marsili, la quale, rimasta vedova, sposò in seconde nozze Flavio Chigi da cui ebbe, fra gli altri, Fabio Chigi, il futuro pontefice). Il fratello minore Pier Maria fu vescovo di Todi e di Sovana. Altri cardinali appartenenti a questa casata furono Metello Bichi (1611), Alessandro Bichi (1633), Carlo Bichi (1690) e Vincenzo Bichi (1731).
Egli intraprese i propri studi all'Università di Siena ove conseguì la laurea e divenne professore in legge. Chiamato a Roma come uditore dello zio cardinale Fabio Chigi, lo accompagnò nella sua nunziatura straordinaria a Colonia, divenendo dopo questa esperienza egli stesso Internunzio in Borgogna, ottenendo in questa missione apostolica l'obbedienza del Duca Carlo IV di Lorena verso il pontefice. Dopo questo successo divenne Internunzio nelle Fiandre (1642-1652).
Eletto quindi vescovo di Montalcino l'11 dicembre 1652, venne consacrato e successivamente trasferito alla sede vescovile di Osimo il 6 marzo 1656.
Dallo zio, divenuto pontefice col nome di Alessandro VII, fu creato cardinale e riservato in pectore nel concistoro del 9 aprile 1657 e successivamente venne reso pubblico il 10 novembre 1659, ricevendo la porpora ed il titolo di Sant'Agostino il 1º dicembre di quello stesso anno. Nominato Legato ad Urbino (17 aprile 1662-1667), prese parte al conclave del 1667 che elesse a pontefice Clemente IX. Optò quindi per il titolo di Santa Maria degli Angeli dal 14 novembre 1667 e prese nuovamente parte al conclave del 1669-1670, che elesse Clemente X. Prese poi parte al conclave del 1676 che elesse Innocenzo XI. Optò quindi per l'ordine dei cardinali-vescovi ottenendo la sede suburbicaria di Palestrina, pur mantenendo il possesso della sede episcopale di Osimo (3 marzo 1687). Partecipò al conclave del 1689, ma non a quello del 1691.
Morì il 21 febbraio 1691 alle 11 pomeridiane ad Osimo, durante un periodo di sede vacante. La sua salma venne esposta e poi sepolta nella cattedrale di Osimo. La notizia della sua morte raggiunse il conclave il 25 febbraio 1691, dopo la votazione della mattina.

## Genealogia episcopale e successione apostolica
La genealogia episcopale è:
- Cardinale Guillaume d'Estouteville, O.S.B.Clun.
- Papa Sisto IV
- Papa Giulio II
- Cardinale Raffaele Riario
- Papa Leone X
- Papa Paolo III
- Cardinale Francesco Pisani
- Cardinale Alfonso Gesualdo
- Papa Clemente VIII
- Cardinale Pietro Aldobrandini
- Cardinale Laudivio Zacchia
- Cardinale Antonio Barberini, O.F.M.Cap.
- Cardinale Girolamo Colonna
- Cardinale Niccolò Albergati-Ludovisi
- Cardinale Antonio Bichi

La successione apostolica è:
- Vescovo Paolo Pecci (1679)